# Saint-Aubin-la-Plaine
Saint-Aubin-la-Plaine és un municipi francès situat al departament de Vendée i a la regió de País del Loira. L'any 2007 tenia 430 habitants.

## Demografia

### Població
El 2007 la població de fet de Saint-Aubin-la-Plaine era de 430 persones. Hi havia 160 famílies de les quals 32 eren unipersonals (8 homes vivint sols i 24 dones vivint soles), 56 parelles sense fills i 72 parelles amb fills.
La població ha evolucionat segons el següent gràfic:
Habitants censats

### Habitatges
El 2007 hi havia 193 habitatges, 164 eren l'habitatge principal de la família, 21 eren segones residències i 8 estaven desocupats. 191 eren cases i 2 eren apartaments. Dels 164 habitatges principals, 99 estaven ocupats pels seus propietaris, 62 estaven llogats i ocupats pels llogaters i 3 estaven cedits a títol gratuït; 1 tenia una cambra, 5 en tenien dues, 34 en tenien tres, 45 en tenien quatre i 79 en tenien cinc o més. 131 habitatges disposaven pel capbaix d'una plaça de pàrquing. A 64 habitatges hi havia un automòbil i a 88 n'hi havia dos o més.

## Economia
El 2007 la població en edat de treballar era de 286 persones, 217 eren actives i 69 eren inactives. De les 217 persones actives 193 estaven ocupades (110 homes i 83 dones) i 24 estaven aturades (11 homes i 13 dones). De les 69 persones inactives 21 estaven jubilades, 22 estaven estudiant i 26 estaven classificades com a «altres inactius».

### Ingressos
El 2009 a Saint-Aubin-la-Plaine hi havia 169 unitats fiscals que integraven 464 persones, la mediana anual d'ingressos fiscals per persona era de 14.027 €.

### Activitats econòmiques
Dels 13 establiments que hi havia el 2007, 1 era d'una empresa de fabricació d'altres productes industrials, 2 d'empreses de construcció, 2 d'empreses de comerç i reparació d'automòbils, 1 d'una empresa de transport, 1 d'una empresa d'hostatgeria i restauració, 1 d'una empresa financera, 4 d'empreses de serveis i 1 d'una empresa classificada com a «altres activitats de serveis».
Dels 2 establiments de servei als particulars que hi havia el 2009, 1 era un guixaire pintor i 1 perruqueria.
L'únic establiment comercial que hi havia el 2009 era una botiga de menys de 120 m².
L'any 2000 a Saint-Aubin-la-Plaine hi havia 12 explotacions agrícoles que ocupaven un total de 828 hectàrees.

## Equipaments sanitaris i escolars
El 2009 hi havia una escola elemental.

## Poblacions més properes
El següent diagrama mostra les poblacions més properes.